# Arrondissement Sartène
Arrondissement Sartène (fr. Arrondissement de Sartène) je správní územní jednotka ležící v departementu Corse-du-Sud a regionu Korsika ve Francii. Člení se dále na osm kantonů a 44 obce.

## Kantony
- Bonifacio
- Figari
- Levie
- Olmeto
- Petreto-Bicchisano
- Porto-Vecchio
- Sartène
- Tallano-Scopamène